# سيلفيو أولتينو
سيلفيو أولتينو (بالرومانية: Silviu Olteanu)‏ مواليد 20 يناير 1978 في رومانيا، هو ملاكم محترف روماني يصنف ضمن فئة وزن الذبابة.

## المسيرة الاحترافية
من نزالاته:
- خسر أمام دايكي كاميدا (26-12-2010).

## إحصائيات
خاض خلال مسيرته 26 نزالا، فاز في 16 وتعادل في 1 وخسر في 9. فاز بالضربة القاضية في 6 نزالات.

## روابط خارجية
- سيلفيو أولتينو على موقع بوكس ريك (الإنجليزية) (registration required)